# PBS
PBS (на английски: Public Broadcasting Service) е обществена телевизионна мрежа на Съединените щати, разпространител на радио и телевизионни програми, със седалище в гр. Арлингтън, щата Вирджиния. Мрежата e организация с нестопанска цел, най-известният доставчик на образователни телевизионни програмии и оперира чрез 354 местни станции в цяла северна Америка, много от които са собственост на образователни институции, нестопански групи, независими или свързани с един конкретен местен държавен училищен район или университетска образователна институция.
PBS е създадена през 1969 г. и започва да излъчва на следващата година, през октомври 1970 г. Преди да бъде пусната PBS, съществува друга обществена мрежа – NET (National Educational Television), която работи от 1952 до 1970 г. С течение на годините мрежата излъчва много качествени програми за изкуство, култура, наука, природа и много други. Сред най-известните програми са „Улица Сезам“, „Имението Даунтън“, „Барни и прятели“, „Вълшебният училищен автобус“, „Кварталът на Мистър Роджърс“ и телевизионният сериал „Космос“ на Карл Сейгън. PBS също така представя на зрителите в Съединените щати „Телетъбис“ и стартира отново „Летящият цирк на Монти Пайтън“.
PBS се финансира от комбинация от членски внос, Corporation for Public Broadcasting, National Datacast и дарения от частни фондации и от отделни граждани. Цялото предложено финансиране е предмет на набор от стандарти, за да се гарантира, че програмата е без влияние от източника на финансиране.